# 12177 Raharto
12177 Raharto è un asteroide della fascia principale. Scoperto nel 1977, presenta un'orbita caratterizzata da un semiasse maggiore pari a 2,3989617 UA e da un'eccentricità di 0,0819753, inclinata di 3,31261° rispetto all'eclittica.